# Сан-Даниеле-дель-Фриули
Сан-Даниеле-дель-Фриули (итал. San Daniele del Friuli, фриул. San Denêl) — коммуна в Италии, в регионе Фриули-Венеция-Джулия, в провинции Удине.
Население составляет 8152 человека (2008 г.), плотность населения — 235 чел./км². Занимает площадь 35 км². Почтовый индекс — 33038. Телефонный код — 0432.
Покровителями коммуны почитаются Архангел Михаил и пророк Даниил, празднование 28 августа.

## Демография
Динамика населения:

## Администрация коммуны
- Официальный сайт: http://www.comune.sandanieledelfriuli.ud.it